# Großer Windkanal

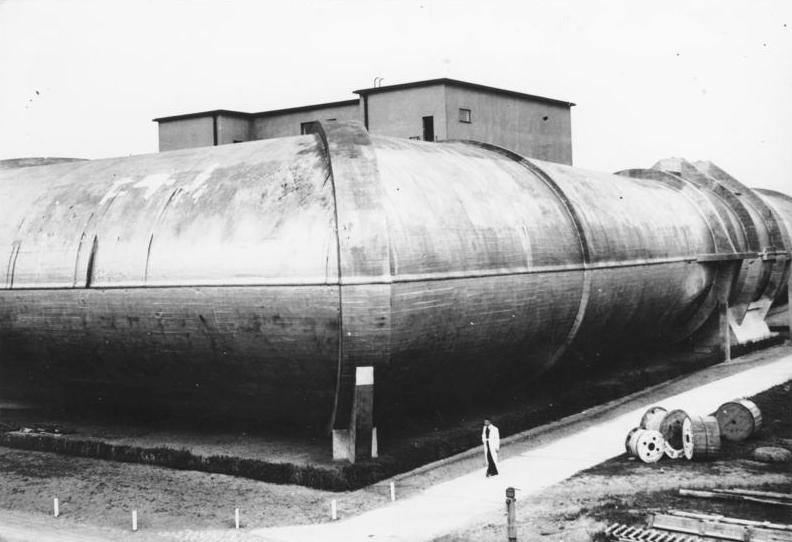
Der Windkanal 1935

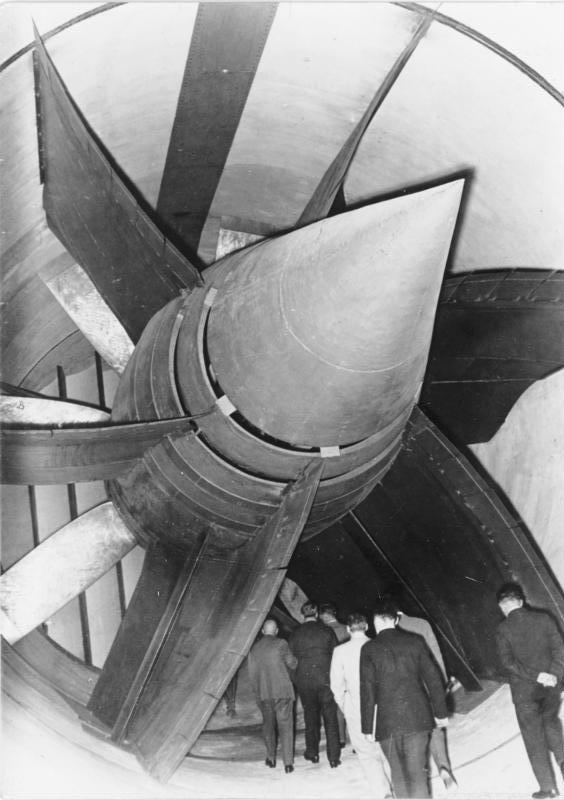
Innenaufnahme vom Oktober 1935 mit 2700-PS-Gebläse. Der Propeller von 8,5 m Durchmesser wird durch einen Elektromotor angetrieben.

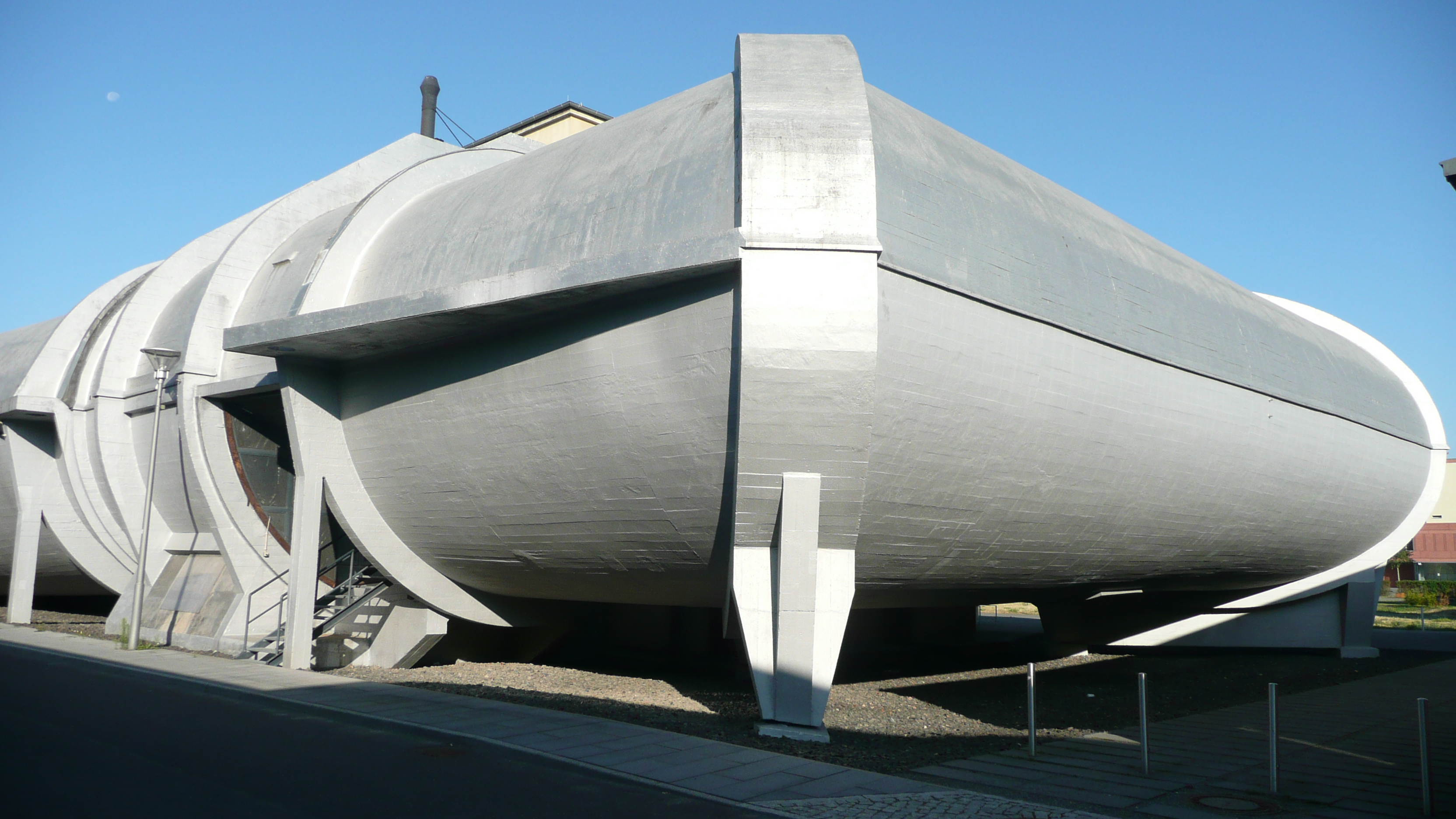
Der Windkanal als Technisches Denkmal 2010

Der Große Windkanal des Aerodynamischen Parks in Berlin-Adlershof wurde von 1932 bis 1934 gebaut. Der Windkanal diente aerodynamischen Untersuchungen in Luftströmen. In der röhrenförmigen Anlage mit einem Durchmesser zwischen 8,5 m bis 12 m wurde der Luftstrom in einem Messraum auf Flugzeugteile geleitet und deren Widerstandsverhalten gemessen. Eine Besonderheit ist die Zeiss-Dywidag-Schalenbauweise mit einer Wandstärke von 8 cm. Das sanierte Baudenkmal wird, da es statisch nicht sehr belastbar ist, nur selten und ausschließlich für kleine Personengruppen geöffnet.
Der Windkanal ist als Teil des früheren Standortes der Deutschen Versuchsanstalt für Luftfahrt denkmalgeschützt.
Neben dem Eingang kann man am Windkanal ein russisches Graffito von 1945 entziffern: „Geprüft – keine Minen!“.

## Sonstige Verwendung
Aufgrund seiner ungewöhnlichen Architektur diente er als Kulisse des Films Æon Flux (2005), der 400 Jahre in der Zukunft spielt. Zahlreiche Szenen wurden dabei im Inneren der Röhre bzw. im Innenraum des Windkanals gedreht. Weitere Produktionen, wie beispielsweise der Actionfilm Wer ist Hanna? (2011), nutzten den Windkanal seitdem ebenfalls als Kulisse.